# Sarnath Banerjee
Pour les articles homonymes, voir Banerjee.
Sarnath Banerjee est un dessinateur et scénariste de bande dessinée indien. Il est né en 1972 à Calcutta et vit à Delhi.

## Publications
- Corridor  (ISBN 2849990132)
- Calcutta